# Нёгусъях
Нёгусъях (устар. Нёгус-Ях) — река, правый приток реки Большой Юган, протекает в Сургутском районе Ханты-Мансийского автономного округа. Устье реки находится в 191 км по правому берегу реки Большой Юган, выше юрт Когончиных. Длина реки составляет 298 км.
Название происходит от хантыйского «нёгус» — соболь. Соболь — типичный обитатель темнохвойных лесов в Западной Сибири.
На большем своём протяжении — от истока до нижнего течения — находится в пределах территории Юганского заповедника. До организации заповедника на реке проживали несколько семей хантов (Когончины, Епаркины). Растительность представлена темнохвойными среднетаёжными лесами, вдоль реки — пойменные кустарниковые сообщества. В середине XIX века леса на Нёгусъяхе сильно пострадали от катастрофических пожаров, но к настоящему времени практически восстановились.

## Бассейн
(км от устья)
- 47 км: Энтльпеу
- 49 км: Айпеу
- 64 км: Лунгунигый
- 84 км: Путлунигый
- 109 км: Катлинигый
- 142 км: Нялинкисигый
- 171 км: Люккумпигый
- 176 км: Картыкатигый
- 183 км: Послигый
- 201 км: Печпанъях
  - 21 км: Ай-Печпанъях
- 221 км: река без названия
- 228 км: Лунгъях
  - 14 км: Ай-Лунгъях
- 251 км: Кулъях
- 267 км: Синкъях
  - 7 км: Ай-Синкъях
- 273 км: Нарых

## Данные водного реестра
По данным государственного водного реестра России относится к Верхнеобскому бассейновому округу, водохозяйственный участок реки — Обь от города Нефтеюганск до впадения реки Иртыш, речной подбассейн реки — Обь ниже Ваха до впадения Иртыша. Речной бассейн реки — (Верхняя) Обь до впадения Иртыша.